# ジョン・セルウォール
ジョン・セルウォール（John Thelwall、1764年7月27日 - 1834年2月17日）は、イギリス急進主義の弁論家、著述家、雄弁術の啓発活動家。

## 生涯
セルウォールはロンドンのコヴェント・ガーデンの生まれであるが、デンビーシャーのプラシウォード(Plas y Ward, Denbighshire)を拠点とするウェールズ系の子孫である。父の絹商人ジョゼフ・セルウォールが1772年に死んで家族は経済的窮状に陥ったが、母は絹商売を続けるつもりだったため、1777年にはジョンはそれを助けるために退校しなければならなくなった。
セルウォールは早い段階から本好きであり、母の不興を買っていた。またそのために彼は仕立屋としての徒弟の修行を全うできなかった。その後、弁護士事務所で生計を立てようと試みたが、道徳気質と奇矯な性格ゆえにその職をやめ、著述で生きることを決めた。
彼の編集者およびジャーナリストとしてのキャリアはかなり成功したが、その時期に政治活動でも頭角を現した。フランス革命後にその思想に心酔し、ロンドンの急進派の集まりで弁舌をふるうようになり、同じく急進派ジョン・ホーン・トゥック(John Horne Tooke )のとの知己を得て、1792年、ロンドン通信協会(London's Corresponding Society)の設立に貢献した。1794年、セルウォール、トゥック、そしてトマス・ハーディは、他の政治活動家の逮捕に抗議する講演を行ったとして反逆罪で裁判にかけられた(1794 Treason Trials)。3人はロンドン塔とニューゲート監獄に収監されたのち、釈放された。セルウォールをイギリスで最も危険な人物と考えていた政府当局は、釈放後も彼を追跡監視した。1795年、首相ウィリアム・ピット (小ピット)の大逆法(Treason Act)や扇動集会法(Seditous Meeting Act)といった一連の弾圧的な法(Gagging Acts)が王の承認を得た後、セルウォールは検閲を逃れるために講演のテーマを時事的な政治論評からローマ史へと変更した。
しかし、それでも国王擁護派はセルウォールの活動を攻撃したため、彼はロンドンを離れイギリス国内を回って講演活動せざるをえなかった。イギリス東部での様々な講演において、怒った聴衆が彼の弁論を妨害したために、1798年彼は政治から身を引くことを決めた。2年後彼は雄弁術や修辞学の教師、弁論セラピストでとして再起した。これが成功し、1818年には『チャンピオン』紙を買い取ってしまうほど収入を得、その雑誌を通じて議会改革を訴えた。しかし、彼の激情的な語り口と政治的見解は、その雑誌の読者である中産階級には合わず、大きな損失をしてしまった。セルウォールは再び講演ツアーを行い、その途上のバースで死去した。
彼の政治的見解の一つとして、自己防衛以外のあらゆる戦争を否定する立場が知られている。

## 著作
詩・小説
- Poems on Various Subjects (1787)
- Poems written in close confinement in the Tower and Newgate (1795)
- Poems chiefly written in retirement … with a prefatory memoir of the life of the author (1801)
- The Daughter of Adoption (1801)
- Poem and Oration on the Death of Lord Nelson (1805)

劇
- Incle and Yarico (1787)
- The Incas (1792)
- The Fairy of the Lake (1801)

政治論
- The Peripatetic; or, Sketches of the Heart, of Nature and Society; in a Series of Politico-Sentimental Journals (1793)
- The Tribune (1795–96)
- The Natural and Constitutional Right of Britons to Annual Parliaments, Universal Suffrage, and the Freedom of Popular Association (1795)
- Sober Reflections on the Seditious and Inflammatory Letter of the Rt. Hon. Edmund Burke to a Noble Lord (1796)

その他
- An essay towards a definition of animal vitality (1793)
- The Rights of Nature Against the Usurpations of Establishments (1796)
- Treatment of Cases of Defective Utterance (1814)